# كاثرين داون
كاثرين داون (بالإنجليزية: Katherine Dawn)‏ هي مونتيرة وكاتبة سيناريو وممثلة أمريكية، ولدت في 1896، وتوفيت في 13 يوليو 1984.

## وصلات خارجية
- كاثرين داون على موقع IMDb (الإنجليزية)